# Telli peynir

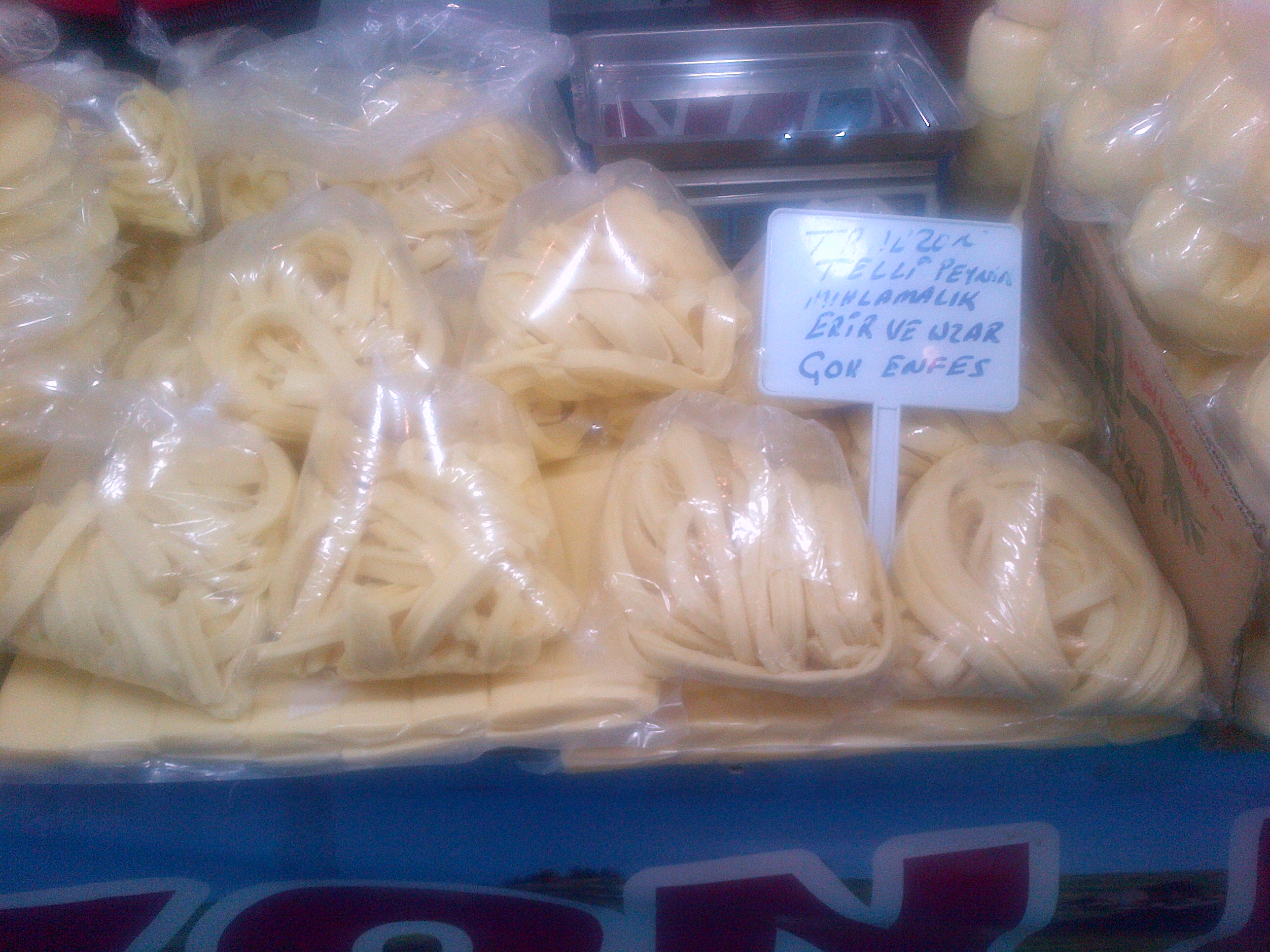
Telli peynir

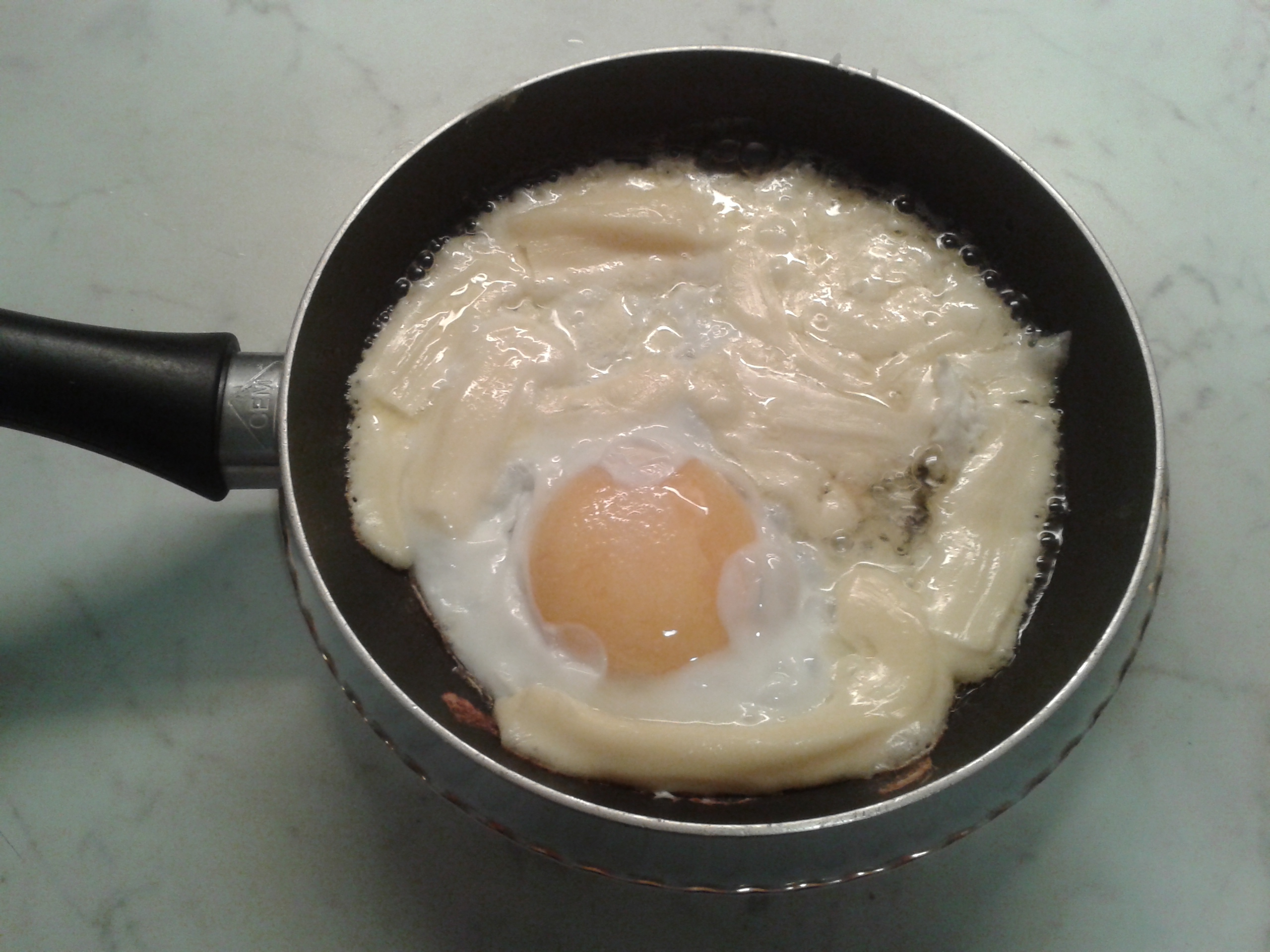
Ou ferrat amb tel(li) peynir

Telli peynir o tel peyniri és un formatge turc fet a la Regió de la Mar Negra. És un formatge poc salat i que fon fàcilment. Com que es fa servir molt a l'elaboració de kuymak, hom també el coneix com a Kuymak peyniri.